# Johannes Fog-Petersen
Johannes Fog-Petersen (23. november 1879 i Alslev ved Varde – 2. december 1966 på Frederiksberg) var en dansk stiftsprovst, højskolemand og politiker.
Han var søn af sognepræst P.N. Petersen og hustru f. Fog, blev student fra Roskilde Katedralskole 1899, blev cand.theol. 1905 og var forstander for Folkehøjskolen for unge Handelsmedhjælpere, Købmandshvile, 1905-14. Han var redaktør af Lolland-Falsters Venstreblad 1914-21, sognepræst i Vålse Sogn 1921, ved Hans Tausens Kirke i København 1927, stiftsprovst over Fyens Stift, provst for Odense købstads provsti og sognepræst ved Skt. Knuds Kirke (domkirken) i Odense 1931-49. Han var medarbejder ved Højskolebladet 1910-28. Han var Folketingsmand for Det Radikale Venstre for Højrupkredsen 1913-20. Han var Ridder af Dannebrog og Dannebrogsmand. Han udgav Det daglige Brød og Brogede Erindringer (1955).
Fog-Petersen havde mange tillidsposter. Han var medlem af bestyrelsen for Frederiksborg Amts historiske Samfund 1909-14, for Dansk historisk Fællesforening 1911-19 og for Det Radikale Venstre i Folketinget 1913-20, medlem af Rigsdagskommissionen ang. de dansk-vestindiske øer 1916, af Gymnastisk Selskabs hovedbestyrelse 1916-21, af Handelsskolekommissionen af 28. sept. 1918, af Udvalget til revision af Værgerådsloven og Plejebørnstilsynsloven af 26. nov. 1918 og af Skolekommissionen af 21. februar 1919, formand for Menighedsrådsforeningen for Lolland-Falsters Stift 1923-27, rejsepræst for Kirkeligt Samfund af 1898 1923-27; formand for skolekommissionen for kommuneskolen ved Sundholm 1927-31, næstformand i bestyrelsen for Københavns Præstekonvent 1930-31; medl. af bestyrelsen for Københavnsafd. af Landsforeningen af Menighedsråd 1931, medlem af Kirkens Korshærs økonomiråd, Odense 1932-35; medl. af bestyrelsen for Kirkeligt Forbund af 1933, formand 1934-45; medl. af hovedbestyrelsen for Kirkeligt Centrum 1934-50, medlem af den danske komité for Faith and Order fra 1932; formand for Kirkeligt Centrums kreds for Odense og omegn 1935-50, medlem af bestyrelsen for Menighedsrådsforeningen for Fyens Stift 1939-50, formand 1940-50; formand for Odensekredsen for Dansk Kirke i Udlandet 1940-48, for Odense Bibelskole 1940-46, for Fyens stiftskonvent 1941-47 og for De samvirkende Menighedsplejer, Odense fra 1943; medl. af inspektionen for Graabrødre kloster, Odense; medl. af og formand for inspektionen for Lahns Stiftelse, Odense 1932-49; medl. af kommissionen til revision af lov af 20. maj 1933 om Folkeskolens styrelse og tilsyn og tilsynet med de private skoler 1946 og af udvalget for The Danish Council of Christians and Jews 1947; medl. af bestyrelsen for Louis Petersens Legat 1948 og for A/S I. Chr. Petersen, København 1948.
Han blev gift 14. maj 1907 med Solvejg, f. 25. august i København som datter af højesteretssagfører Svend Høgsbro og hustru Louise f. Raunsøe.